# Kalle Väisälä
Kalle Väisälä (Kontiolahti, 19 agosto 1893 – Helsinki, 16 settembre 1968) è stato un matematico ed esperantista finlandese.
Fu professore di matematica presso l'Università di Tartu (1919), l'Università di Turku (1922), quindi il Politecnico di Helsinki e l'Università di Helsinki (1938).
È considerato un forte innovatore del metodo di istruzione della matematica in Finlandia.
Väisälä si interessò di lingua esperanto, e fu attivo nel movimento esperantista.
Ebbe due fratelli, Vilho e Yrjö, anch'essi attivi nel campo dell'esperanto, nonché membri di rilievo della comunità scientifica finlandese. Il padre dei tre, Johannes Weisell ("Väisälä" è una finlandizzazione di tale cognome), era stato a sua volta uno dei più insigni volapukisti della Finlandia.